# IPad Air 2
iPad Air 2 — планшетный компьютер iPad Air второго поколения, разработанный и продаваемый Apple Inc. Он был анонсирован 16 октября 2014 года вместе с iPad mini 3, оба из которых были выпущены 22 октября 2014 года. iPad Air 2 тоньше, легче и быстрее, чем его предшественник, iPad Air, и оснащен Touch ID с такой же высотой, шириной и размером экрана, как у iPad Air.
Производство iPad Air 2 было прекращено 21 марта 2017 года, как и iPad Mini 2, ровно через год после прекращения производства первого поколения. Его преемник, iPad Air третьего поколения, был выпущен 18 марта 2019 года. Это первый iPad, поддерживающий восемь версий ОС, специально разработанных для iPad; то есть с iOS 8 на iOS 12, затем с iPadOS 13 на iPadOS 15. Он не поддерживает iPadOS 16.

## Функции

### Программное обеспечение
iPad Air 2 изначально поставлялся с предустановленной iOS 8 и включает версию Apple Pay с функцией NFC в магазине. Включенный датчик Touch ID позволяет пользователю оплачивать товары в Интернете без необходимости вводить данные карты пользователя.
iOS 8 поставляется с несколькими встроенными приложениями: «Камера», «Фото», «Сообщения», «FaceTime», «Почта», «Музыка», «Safari», «Карты», «Siri», «Календарь», «iTunes Store», «App Store», «Заметки», «Контакты», «iBooks», «Дом», «Напоминания», «Часы». Видео, новости, фотобудка и подкасты. Apple App Store, платформа распространения цифровых приложений для iOS, позволяет пользователям просматривать и загружать приложения, созданные различными разработчиками, из iTunes Store. Дополнительные приложения, созданные самой Apple, доступны для бесплатной загрузки: iMovie, GarageBand, iTunes U, Find My iPhone, Find My Friends, Apple Store, Trailers, Remote и приложения iWork (Pages, Keynote и Numbers). Как и все устройства iOS, iPad Air 2 также может синхронизировать контент и другие данные с Mac или ПК с помощью iTunes. Хотя планшет не предназначен для телефонных звонков по сотовой сети, он может совершать и принимать телефонные звонки через сотовую связь iPhone, используя функцию Apple Continuity (поддерживается в iOS 8 и более поздних версиях iOS, а также в OS X Yosemite). и более поздние версии macOS) или с помощью приложения VoIP, такого как Skype.
8 июня 2015 года на WWDC было объявлено, что iPad Air 2 будет поддерживать все новые функции iOS 9, когда он будет выпущен в третьем квартале 2015 года. Пользователи Air 2 с iOS 9 смогут использовать функции Slide Over, Picture in Picture и Split View. Slide Over позволяет пользователю «сдвигать» второе приложение со стороны экрана в меньшем окне и отображать информацию вместе с исходным приложением. Функция «Картинка в картинке» позволяет пользователю просматривать видео в маленьком перемещаемом окне с изменяемым размером, оставаясь при этом в другом приложении. Разделенный вид позволяет пользователю запускать два приложения одновременно в представлении 50/50.
На WWDC 2019 было объявлено, что iPad Air 2 будет поддерживать iPadOS. Однако в нем отсутствует поддержка некоторых функций, таких как стикеры Memoji, приложения Apple на основе ARKit и поддержка Sidecar в macOS Catalina из-за наличия процессора Apple A8X. Кроме того, большинство функций, представленных в iPadOS, будут работать с этим iPad, включая поддержку внешних USB-накопителей (с помощью комплектов для подключения камеры), переработанный разделенный экран и многозадачный интерфейс (с поддержкой двух приложений, которые можно открыть одновременно) и поддержку Haptic Touch (тактильная обратная связь ощущаться не будет, так как семейство iPad не имеет Taptic Engines). Многие называют этот iPad с этим новым программным обеспечением бюджетным и урезанную версию его преемника iPad Pro.
С выпуском iPadOS 13.4 iPad Air 2 поддерживает новую функцию мыши и трекпада. Он работает с помощью комплектов для подключения камеры или через Bluetooth. Клавиатуры Bluetooth с трекпадом также могут работать в зависимости от производителя.
На WWDC 2020 было объявлено, что iPad Air 2 поддерживает iPadOS 14. Это делает его первым устройством, поддерживающим семь поколений iOS и iPadOS. Однако в нем отсутствуют новые функции, такие как ARKit 4 и новые функции Apple Pencil. Тем не менее, он поддерживает улучшенный браузер Safari и новое приложение «Сообщения». iPad mini 4 также поддерживался для iPadOS 14 следующего поколения.
7 июня 2021 года на конференции WWDC 2021 было объявлено, что iPad Air 2 поддерживает iPadOS 15. Это делает его первым устройством, поддерживающим восемь поколений программного обеспечения, включая iOS и iPadOS.
6 июня 2022 года, после того как на WWDC 2022 было объявлено об iPadOS 16, выяснилось, что iPad Air 2 не будет совместим с этой новой версией операционной системы.

### Аппаратное обеспечение
IPad Air 2 унаследовал аппаратное обеспечение, аналогичное iPhone 6 и iPhone 6 Plus, с существенной заменой процессора на Apple A8X, высококлассный 3-ядерный вариант Apple A8. iPad Air 2 имеет 2 ГБ оперативной памяти (что делает iPad Air 2 первым устройством iOS с более чем 1 ГБ оперативной памяти), а графический процессор PowerVR имеет 8 ядер. Он также использует сопроцессор движения Apple M8 с барометром и является первым поколением iPad, унаследовавшим сенсор отпечатков пальцев Touch ID от iPhone. Кроме того, по сравнению с iPad Air, он оснащен улучшенной 8-мегапиксельной (3264 × 2448) задней камерой с режимом серийной съемки 10 кадров в секунду и замедленным видео со скоростью 120 кадров в секунду, аналогично возможностям камеры iPhone 5S. Фронтальная HD-камера FaceTime также была улучшена: увеличена апертура ƒ/2,2, что позволяет на 81 % больше света на изображении. Apple добавила золотой вариант к существующим вариантам серебристого и серого цвета для iPad Air 2, предыдущие существующие цвета использовались в предыдущем iPad Air.
В отличие от своих предшественников iPad, переключатель блокировки звука/ориентации был удален, чтобы приспособиться к уменьшенной глубине. Вместо этого пользователь должен использовать Центр управления для доступа к этим функциям.
У него немного меньшая батарея по сравнению с iPad Air, хотя Apple заявляет о том же 10-часовом времени автономной работы, что и раньше. iPad Air 2 доступен с объемом памяти 16, 32, 64 или 128 ГБ без возможности расширения памяти. Apple выпустила «комплект для подключения камеры» с устройством чтения карт SD, но его можно использовать только для передачи фотографий и видео на iPad.

## История
iPad Air 2 был анонсирован во время презентации 16 октября 2014 года и стал первым iPad с функцией Touch ID. Слоган той презентации был «это было слишком давно». Air 2 начал поступать в розничные магазины 22 октября 2014 года. Слоган устройства был «Change Is in the Air». С выпуском нового iPad Pro слоган устройства был изменен на Light. Heavyweight.

## Дисплей
- Дисплей Retina
- Дисплей Multi‑Touch диагональю 9,7 дюйма с подсветкой LED и технологией IPS
- Разрешение 2048x1536 пикселей (264 пикселя/дюйм)
- Олеофобное покрытие, устойчивое к появлению отпечатков пальцев
- Полностью ламинированный дисплей
- Антибликовое покрытие (изображение блёкнет на солнце на 58 % меньше)

## Камера

### Камера iSight
- Фотографии с разрешением 8 мегапикселей
- Авто-фокусировка
- Распознавание лиц
- Датчик освещённости на задней панели
- Пятилинзовый объектив
- Гибридный ИК‑фильтр
- Диафрагма ƒ/2.4
- Фотографии HDR
- Панорамная съёмка
- Серийная съёмка
- Фокусировка касанием при съёмке видео
- Стабилизация видео
- Трёхкратное увеличение при съёмке видео
- Покадровая съёмка
- Съёмка видео 1080р (30 кадров/с), 720р (30 кадров/с), 720p (120 кадров/с)[источник не указан 2473 дня]

### Камера FaceTime
- Фотографии с разрешением 1,2 мегапикселя
- HD-видео 720p
- Видеозвонки FaceTime по сети Wi‑Fi или сотовой сети
- Распознавание лиц

## Сотовая и беспроводная связь

### Wi-Fi
- Wi‑Fi 5 (802.11a/b/g/n/ac); два диапазона (2,4 ГГц и 5 ГГц)
- MIMO
- Технология Bluetooth 4.0

### Wi-Fi + Cellular
- Wi‑Fi 5 (802.11a/b/g/n/ac); два диапазона (2,4 ГГц и 5 ГГц)
- MIMO
- Цифровой компас, Assisted GPS и ГЛОНАСС, iBeacon microlocation
- Технология Bluetooth 4.0
- GSM/EDGE
- CDMA EV-DO Rev. A и Rev. B
- UMTS/HSPA/HSPA+/DC‑HSDPA
- LTE4
- Только данные, без возможности голосовых вызовов по сотовой сети

## Прием
iPad Air 2 получил положительные отзывы. The Verge назвал Air 2 «лучшим планшетом из когда-либо созданных», дав ему 9,3 балла из 10, отметив при этом, что он предлагал только «повторяющиеся улучшения» и что в его конструкции были «упущенные возможности».